# Lausfliegen

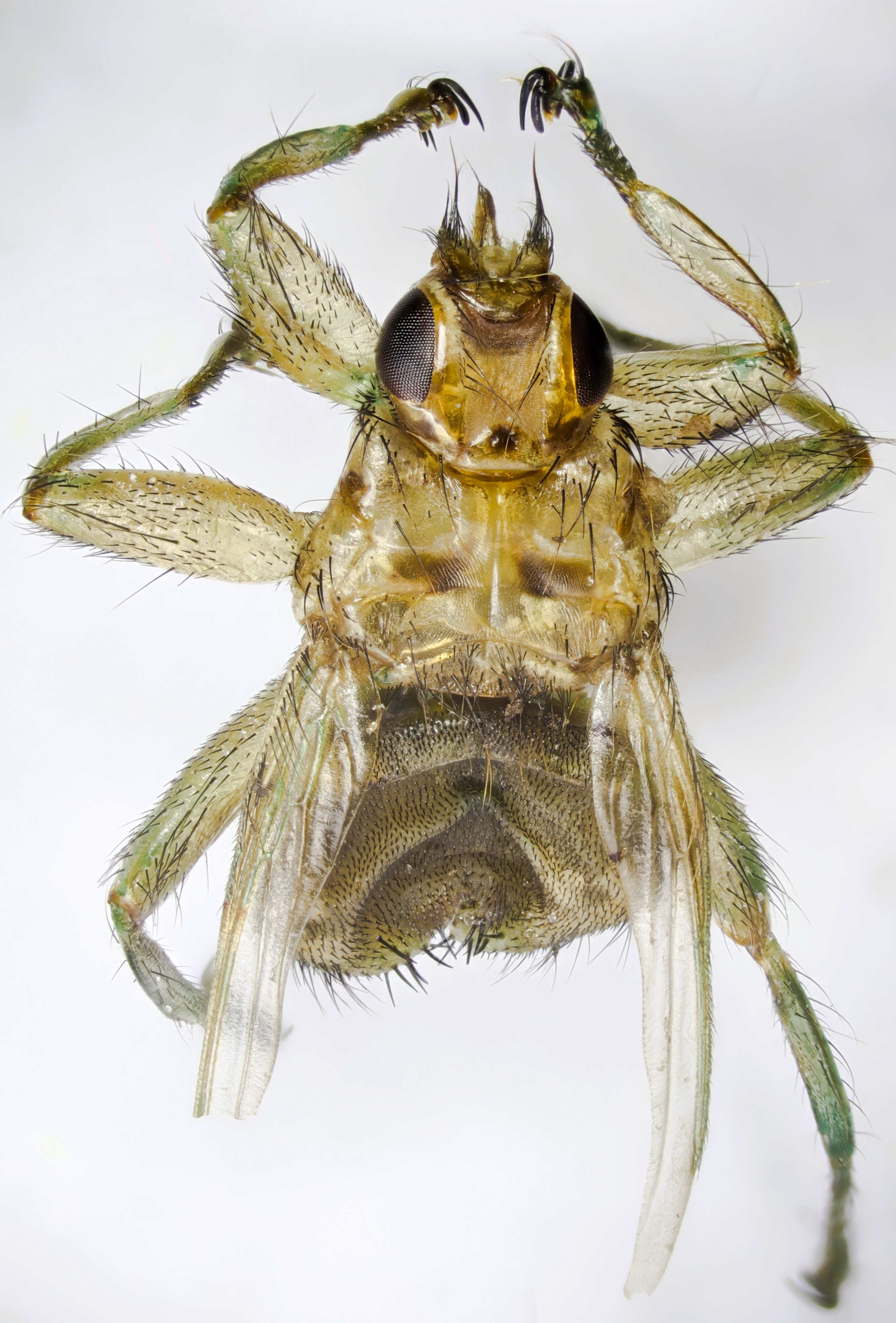
Schwalbenlausfliege Stenepteryx hirundinis

Lausfliegen (Hippoboscidae) stellen eine Familie der Zweiflügler (Diptera) dar. Innerhalb dieser werden sie den Fliegen (Brachycera) zugeordnet.

## Merkmale

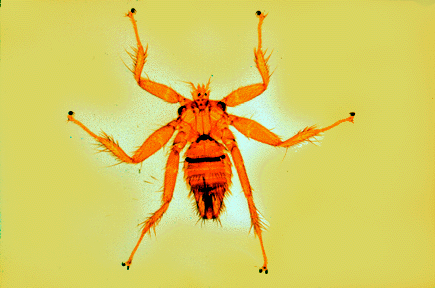
Ungeflügelte Lausfliege

Die Lausfliegen sind kleine, extrem flache, braune und meist abgeplattete Außenparasiten, die bei Säugetieren und Vögeln Blut saugen. Es gibt sowohl geflügelte als auch ungeflügelte Arten, wobei die Lausfliegen wie alle Fliegen nur ein Flügelpaar haben. Normale, lange Flügel haben dabei etwa die Pferdelausfliege (Hippobosca equina). Die der Mauerseglerlausfliege (Crataerhina pallida) sind dagegen stummelförmig verkleinert. Die Schaflausfliege (Melophagus ovinus) besitzt gar keine Flügel. Einige Arten werfen ihre Flügel auch nach Erreichen des Wirtes ab, wie etwa die Hirschlausfliege (Lipoptena cervi). Die zu Schwingkölbchen (Halteren) umgewandelten Hinterflügel sind allerdings bei fast allen Arten zu finden, eine Ausnahme bildet auch hier die Schaflausfliege. Die Ausgestaltung der Augen steht mit der der Flügel im Einklang. So haben langflügelige Arten große Augen, flügellose Arten nur wenig entwickelte Augen.

## Lebensweise
Lausfliegen leben ektoparasitisch an Säugetieren und Vögeln. Dabei halten sie sich mit ihren kräftigen Krallen im Haar- oder Federkleid ihrer Wirte fest. Die Wirtsfindung erfolgt bei Arten mit Flügeln optisch, bei flügellosen Arten durch Körperkontakt zweier Wirtstiere, etwa zwischen Beutetier und Greifvogel oder Individuen einer Tierherde. Die Wirtsspezifität ist sehr unterschiedlich. Sie ist besonders stark bei flugunfähigen Säugetierparasiten und sehr gering bei flugfähigen Vogelparasiten ausgeprägt. Menschen werden von vielen Arten angeflogen, meist jedoch schnell wieder verlassen.

### Fortpflanzung und Entwicklung
Die Paarung der Lausfliegen findet in der Regel auf dem Wirt statt, wobei sie manchmal mit ausgeprägten Flugspielen verbunden ist, wie zum Beispiel bei der Pferdelausfliege.
Ein wesentliches Kennzeichen der Lausfliegen ist die Viviparie. Die Weibchen bringen also lebende Jungtiere zu Welt, in diesem Fall verpuppungsreife Larven.
In einigen heute veralteten Taxonomien wurde daher diese Insektengruppe (inklusive einiger verwandter Familien, die dasselbe Verhalten zeigen) als Pupipara bezeichnet, da die Weibchen Junge als Larven im Spätstadium (sogenannte Prepuparien) zur Welt bringen (immer nur eines).
Für die Art Pseudolynchia canariensis und andere Lausfliegen ist die Fortpflanzung unglaublich energieaufwendig. Die Larven ernähren sich von „Milchdrüsen“ der weiblichen Fliege, bevor sie geboren werden. Einzelne Nachkommen (Puppen) können mehr wiegen als eine schlecht ernährte erwachsene Fliege, da die Puppenhülle in das Puppengewicht mit eingeht und die Fliegen nach der ersten Blutmahlzeit nach der Häutung oft an Masse bedeutend zunehmen.
Die Arten der nördlichen Regionen inklusive Mitteleuropa bilden meist nur eine Generation pro Jahr. Die Larven und die Puppen leben meist am Boden, im Fall der Schaflausfliege auch im Fell des Wirtes.

## Systematik

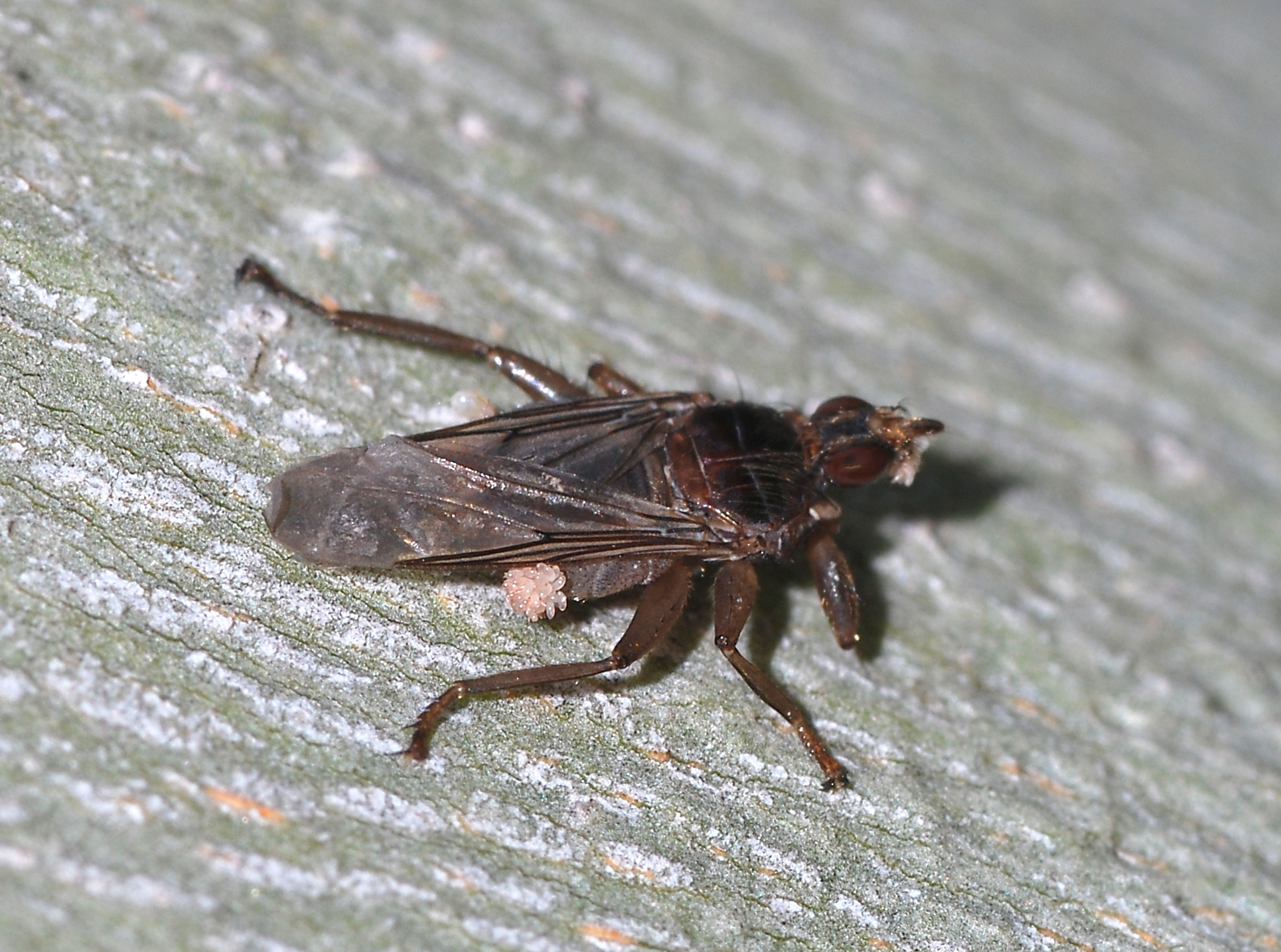
Die geflügelte Taubenlausfliege (Pseudolynchia canariensis)

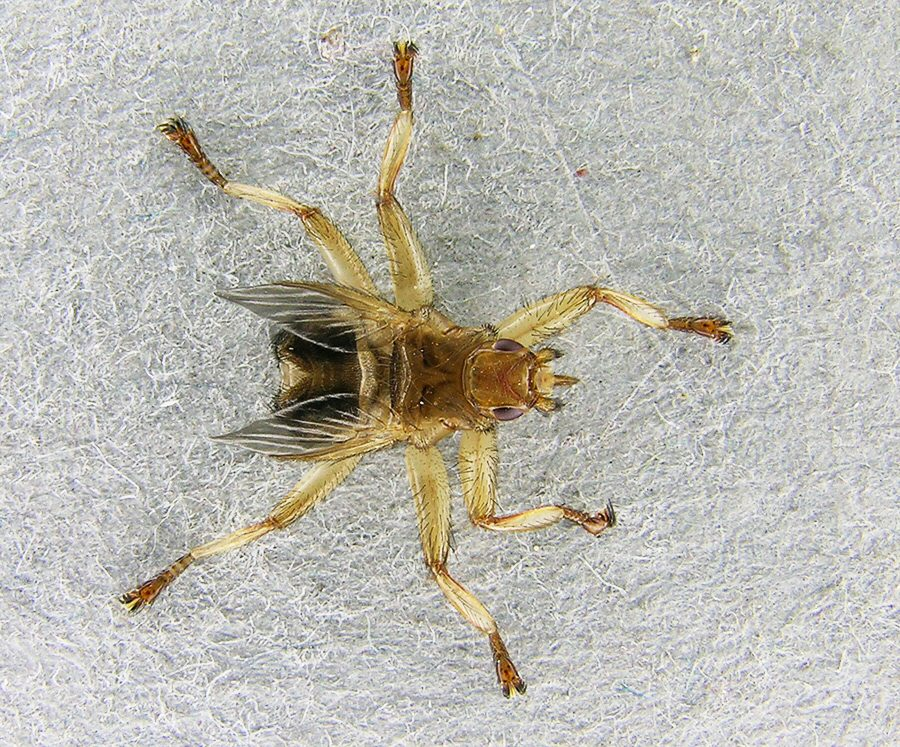
Die flugunfähige Mauerseglerlausfliege (Crataerina pallida)

Früher wurden die Hippoboscidae als Lausfliegen im eigentlichen Sinne mit den Streblidae und den Fledermausfliegen (Nycteribiidae) zu den Lausfliegen im weiteren Sinne (Pupipara) zusammengefasst. Alle drei Gruppen bringen Larven zur Welt, die sich bereits direkt nach der Geburt verpuppen. Dies ist auch bei den Tsetsefliegen der Fall, mit denen sie heute meist zu Überfamilie Hippoboscoidea zusammengefasst werden.
Insgesamt sind etwa 100 Arten dieser Tiere bekannt, 30 Arten sind auch in Europa verbreitet.
- Crataerina acutipennis Austen, 1926
- Crataerina melbae (Rondani, 1879)
- Crataerina obtusipennis Austen, 1926
- Crataerina pallida (Olivier in Latreille, 1811) – Mauerseglerlausfliege
- Hippobosca camelina  – Leach, 1817 – Kamellausfliege
- Hippobosca equina Linnaeus, 1758 – Pferdelausfliege
- Hippobosca longipennis Fabricius, 1805
- Hippobosca variegata Megerle, 1803
- Icosta ardeae (Macquart, 1835)
- Icosta massonati (Falcoz, 1926)
- Icosta minor (Bigot in Thomson, 1858)
- Lipoptena arianae Maa, 1969
- Lipoptena capreoli Rondani, 1878
- Lipoptena cervi (Linnaeus, 1758) – Hirschlausfliege
- Lipoptena couturieri Séguy, 1935
- Lipoptena fortisetosa Maa, 1965
- Melophagus ovinus (Linnaeus, 1758) – Schaflausfliege, „Schaflaus“
- Melophagus rupicaprinus Rondani, 1879
- Olfersia fumipennis (Sahlberg, 1886)
- Olfersia spinifera (Leach, 1817)
- Ornithoica turdi (Olivier in Latreille, 1811)
- Ornithomya avicularia (Linnaeus, 1758)
- Ornithomya biloba Dufour, 1827
- Ornithomya chloropus Bergroth, 1901
- Ornithomya fringillina Curtis, 1836
- Ornithomya rupes Hutson, 1981
- Ornithophila gestroi (Rondani, 1878)
- Ornithophila metallica (Schiner, 1864)
- Pseudolynchia canariensis (Macquart in Webb & Berthelot, 1839) – Taubenlausfliege
- Pseudolynchia garzettae (Rondani, 1879)
- Stenepteryx hirundinis (Linnaeus, 1758)